# Фуад Хусейн
Фуад Мохаммед Хусейн (курд. فووئاد حوسێن, Fûad Husên) — іракський курдський політик із Демократичної партії Курдистану, який є нинішнім міністром закордонних справ Іраку (з 2020). Раніше він був міністром фінансів в уряді Аділя Абдул-Магді.

## Життєпис
Народився у 1949 році в місті Ханакін в провінції Діяла, Ірак. Він курд, мусульманин-шиїт і одружений з голландською християнкою. Він переїхав до Багдада в 1967 році і закінчив Багдадський університет в 1971 році. У Багдаді він приєднався до Курдської студентської спілки, а потім до Демократичної партії Курдистану. У 1975 році, після поразки курдів у Другій іраксько-курдській війні, Хусейн переїхав до Нідерландів, де отримав на докторську ступінь з міжнародних відносин. З 1976 року він очолював спілку курдських студентів за кордоном, а в 1987 році став заступником голови Курдського інституту в Парижі. Перебуваючи в Нідерландах, він одружився з голландською християнкою-протестанткою, нащадкою італійської родини Монтессорі. Вільно володіє курдською, арабською, голландською та англійською мовами. Після усунення Саддама Хусейна він був радником Міністерства освіти і відповідав за розробку нової навчальної програми.
Він був призначений керівником апарату Масуда Барзані, президента регіонального уряду Курдистану. У вересні 2018 року Демократична партія Курдистану висунула його на посаду президента Іраку. Менш ніж через місяць після цього Хусейн був висунутий кандидатом від Демократичної партії Курдистану у міністерство фінансів. Прем'єр-міністр Аділь Абдул-Махді запропонував його, і це було схвалено парламентом 24 жовтня 2018 року. У серпні 2020 року під час спільної прес-конференції з держсекретарем США Майком Помпео у Вашингтоні, округ Колумбія, Хусейн заявив, що його країна підписала угоду з американською нафтовою компанією Chevron Corporation як меморандум про взаєморозуміння з Іраком щодо виконання розвідувальних робіт на півдні Іраку. Нафтове родовище Нассірія, одне з великих нафтових родовищ країни, яке, за оцінками, містить близько 4,4 мільярдів барелів сирої нафти.
7 квітня 2023 року провів переговори з міністром закордонних справ України Дмитром Кулебою. Міністри домовилися про проведення політичних консультацій міністерств закордонних справ, а також п’ятого засідання міжурядової комісії з питань торговельного, економічного, наукового та технічного співробітництва.